# Fungo radiotrofico

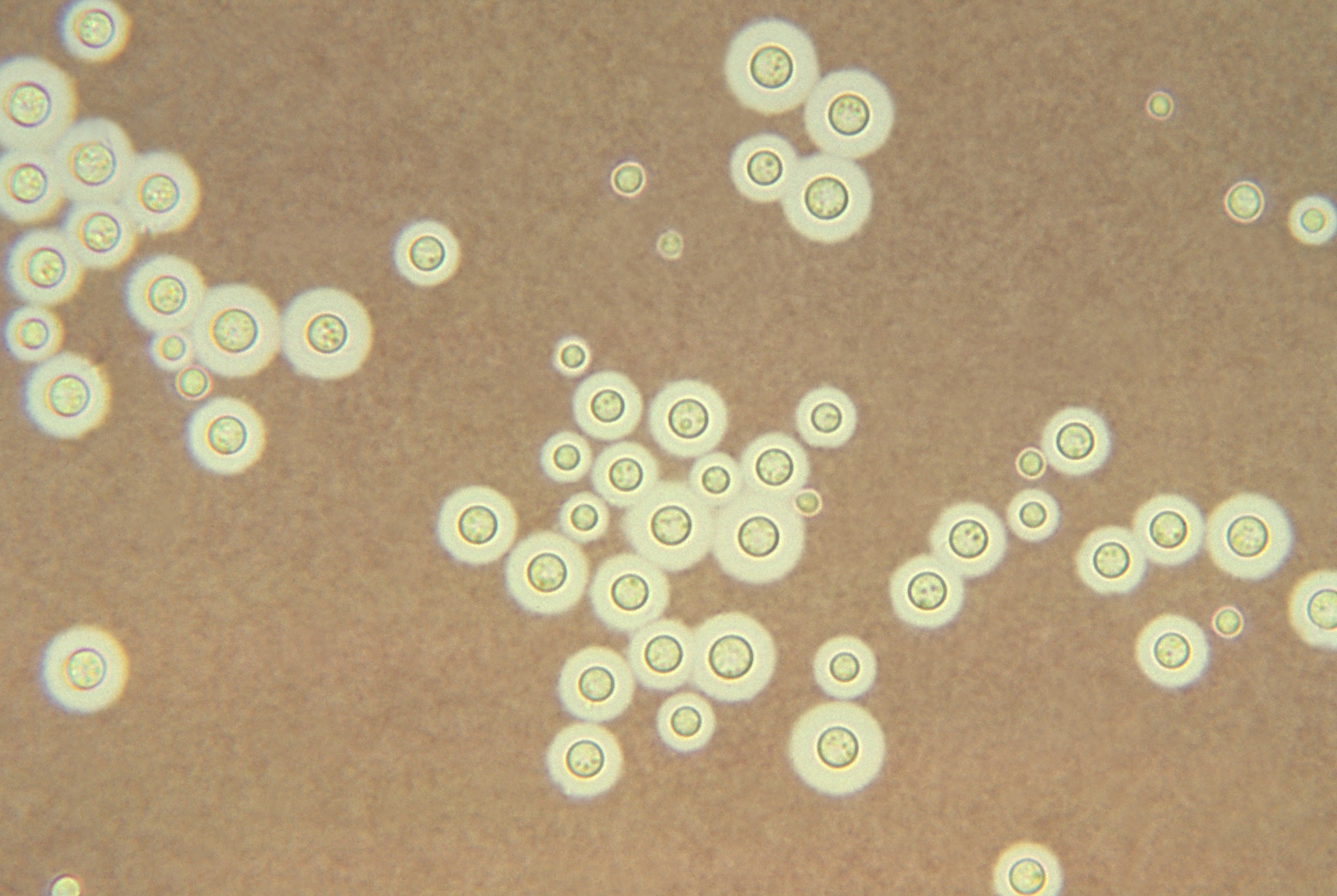
Cryptococcus neoformans macchiato con inchiostro di china

I funghi radiotrofici sono funghi che sembrano utilizzare il pigmento della melanina per convertire le radiazioni gamma in energia chimica utilizzata per la crescita. Questo meccanismo proposto può essere simile ai percorsi anabolizzanti per la sintesi di carbonio organico ridotto (ad es., Carboidrati) negli organismi fototrofi che catturano i fotoni dalla luce visibile con pigmenti come la clorofilla. L'energia dei fotoni viene utilizzata in fotolisi di acqua per generare energia chimica usabile (come ATP) nella fotofosforilazione o nella fotosintesi. Tuttavia non è noto se i funghi contenenti melanina utilizzino un percorso simile a più stadi, come la fotosintesi o alcuni percorsi di chemiosintesi.

## Scoperta
I funghi radiotrofici sono stati scoperti nel 1991 all'interno e attorno alla centrale nucleare di Černobyl'. I successivi esperimenti in laboratorio hanno dimostrato che tre funghi contenenti melanina (Cladosporium sphaerospermum, Wangiella dermatitidis e Cryptococcus neoformans) sono aumentati in biomassa e hanno accumulato acetato più velocemente in ambienti con livelli di radiazione 500 volte superiori rispetto al normale. Entro 20-40 minuti di esposizione di cellule di C. neoformans a questi livelli di radiazioni  le proprietà chimiche della melanina sono state alterate rapidamente e il tasso di trasferimento di elettroni mediato dalla melanina (misurato come riduzione del ferricianuro a opera del coenzima NADH) è aumentato da tre a quattro volte il tasso delle cellule non esposte. Effetti analoghi sulla capacità di trasporto di elettroni di melanina sono stati osservati anche dopo l'esposizione a radiazioni non ionizzanti.

## Comparazione con i funghi non melanizzanti
Tuttavia la melanizzazione può venire con un certo costo metabolico per le cellule fungine: in assenza di radiazioni, alcuni funghi non melanizzati, che nel frattempo erano stati mutati in melanizzati, sono cresciuti più velocemente delle loro controparti melanizzate. È stato suggerito che contribuisca a questo fenomeno il limitato assorbimento di sostanze nutritive a causa delle molecole di melanina nella parete delle cellule fungine o di sostanze tossiche formate in biosintesi di melanina. È coerente con l'osservazione che, sebbene siano in grado di produrre melanina, molti funghi non sintetizzano la melanina in modo costitutivo (cioè tutto il tempo), ma spesso solo in risposta a stimoli esterni o a differenti fasi del loro sviluppo. I precisi processi biochimici nella sintesi suggerita su melanina di composti organici o altri metaboliti per la crescita dei funghi, compresi i prodotti intermedi chimici, quali donatori di elettroni nativi e molecole dell'accettore, nella cellula fungina e la posizione e i prodotti chimici di questo processo sono sconosciuti.